# Слободан Секулић
Слободан Секулић (Ужице, 1915 — Јајинци, 1942) је био српски партизански командант и значајна личност устаничке Србије 1941. године.
Након пада Ужица, одведен је у Београд, где је мучен у логорима Топовске шупе и Бањица, након чега је убијен у Јајинцима. Основна школа у Ужицу носи његово име.

## Биографија
Слободан Секулић је рођен у пролеће 1915. године у Крчагову, Ужице. Своје школовање отпочео је у нижој гимназији у Ужицу. Са осамнаест година уписао је Војну академију коју је завршио након пет година. До Априлског рата 1941. године био је официр Југословенске војске. Почетком устанка у Србији исте године, на позив КПЈ, отишао је у партизане и постао борац, а потом и командир Прве ужичке чете.

### Устанак у Србији 1941.
Комунисти су лета 1941. године почели организовање устанка у златиборском крају. Они су крајем јула или почетком августа водили преговоре о оснивању Златаборске чете са групом официра у којој су били Момчило Смиљанић, Слободан Секулић и Славко Ковалинка. Ови официри су у почетку одбили, али су рекли ако се чета повећа и ојача да ће доћи. Убрзо, када је чета нарасла на двадесет и нешто људи, прикључили су се Секулић и други официри. Поручник Секулић није био комуниста, али су партизани сматрали да је „разборит и честит човек, велики патриота и храбар и одлучан војник“.
У то време, партизанска чета је вршила мање нападе на жандармеријске станице ради заплене наоружања. Прва већа борба против Немаца и жандарма (укључивши и албанске жандарме) била је на Дрежничкој Градини. Жандарма и Немаца је било пар стотина, а партизана око 45. Према сведочењима, партизани су успели да избегну уништење и пробију се из обруча једино захваљујући присебности поручника Секулића. Подвиг који је извео на Градини донео му је велики углед, не само код бораца, већ и код партијског руководства. Једног дана био је позван на састанак партијских руководилаца ужичког краја. Није ни знао зашто га тамо зову. Тада му је вероватно званично саопштено да је постављен за командира чете. Наиме, он на Градини није био командир чете, већ је у тешком моменту, као најискуснији, самоиницијативно преузео команду.
Секулић је непрестано борцима понављао како је био у тешкој заблуди у односу на Комунистичку партију и њено чланство. Он је говорио:
Невероватно! Ја то до сада нисам знао. Зар је могуће да су тако добри људи ти наши другови, комунисти! Зар су комунисти заиста тако племенити и образовани људи!— Слободан Секулић
Поручник бивше југословенске војске Слободан Секулић постао је командир Прве ужичке партизанске чете „Радоје Марић“. Партизански логор за обуку се налазио у Заглавку код Бајине Баште. Прилаз логору је био кроз шуму, преко једне чистине на чијем се брегу налазила база. Све личне ствари су предаване у заједништво, односно „колектив“, што је за новодошле био сасвим нов појам. Све из колектива је расподељивано на једнаке делове. Нпр. нико није могао да има три кошуље, а други само једну или ниједну у резерви. И новац су такође предавали у заједништво. Партизани су носили црвене петокраке на капама, међусобно су се ословљавали са „друже“ и поздрављали стиснутом песницом, што су све биле нове и неуобичајене ствари.
У устанички камп су пристизале групе људи са разних страна. Секулићева чета је бројно расла сваки дан и то осетно. Убрзо је чета порасла на два вода, а сваки вод је имао по две десетине. Доцније се то све удвостручило.
Дана 3. септембра Секулић је био рањен.

### Ослобођење Ужица
Након што је устанак узео маха, новопостављени командујући генерал у Србији Франц Беме донео је одлуку да Немци 21. септембра напусте Ужице. Колона је била дуга 6 km и у њој се кретало 1.217 војника.
Како је Косјерић ослобођен 24. септембра изјутра, у ужичком округу остало је још неослобођено Ужице у коме су се налазили Пећанчеви четници и Недићева жандармерија. Са њима су поведени разговори да се Ужице преда. Кад споразум није постигнут, одлучено је да се изврши напад на град. Увече, 23. септембра три партизанске чете биле су спремне за напад. Раније тога дана, осећајући да се стеже устанички обруч, жандарми су почели да беже из Ужица. Следећег дана Немци су бомбардовали складиште муниције у Крчагову и друге објекте, па је највећи део четника и жандарма напустио град.
Док су Пећанчеви четници напуштали Ужице, командант партизанске групације Слободан Секулић послао је у град патролу са поруком начелнику Бранку Барбуловићу да преда град. Како није располагао никаквим снагама за борбу против партизана, он је предао град. Поред Златиборске, Рачанске и Ужичке партизанске чете ускоро су с возом, камионима и мотоциклима стигле и чете источне групе Ужичког НОП одреда, а са севера преко Црнокосе партизани Црногорске чете.
У току истог дана на окупу се нашао цео Ужички партизански одред, тако да су све његове чете увече промарширале кроз град, а на житној пијаци одржан је велики митинг на коме су говорили Желимир Ђурић и Слободан Секулић. На месту где су пре пар дана висили обешени борци Златиборске чете, становништво Ужица је поздрављало дефиле партизанских јединица.

### Пад Ужица
Дана 29. новембра 1941. долшло је до пада Ужичке републике. Док су у граду успостављани органи окупационе власти, потерне јединице организовале су велике акције хапшења. Недељу дана после пада Ужица, Слободан је кренуо за својом четом, још незалечене ране, у правцу Златибора. Убрзо је био ухапшен у Љубањама.

### Логор и смрт
Након хапшења, Секулић је заједно са другим заробљеницима упућен у логор на Бањици. Немци су команданта Секулића са још неколико стотина устаника из Ужица, Пожеге и околине теретним вагонима депортовали у Београд. Заробљеници су искрцани у завејаном Београду. Неки су били само у кошуљи, други у оделима. Немци тада подругљиво наредише Секулићу: "Секулиц, поведи твоју цету!" Колона заробљених партизана дугачка стотињак метара трчала је по снегу од железничке станице узбрдо ка Славији, а потом ка логору Топовске шупе (бивша касарна „Краљевића Томислава"). У логору су распоређени око 200 заробљеника по соби. Дневно су добијали по 200 грама хлеба, неки пут мало чорбе или купуса на води.
Саслушавања заробљеника су вршили агенти Специјалне полиције из Београда. Обично су увече долазили пијани, одводећи по четири затвореника. Сваког логораша је један агент саслушавао, а други тукао мотком. У соби за саслушање налазила су се четири агента за писаћим машинама, док су још четворица тукли моткама.
Једном приликом, Немци су извели Ужичане из целог логора (преко 400 људи) у ходник, јер је долазио квислиншки начелник Ужица Манојло Кораћ. Наређено је да га ословљавају „господине начелниче“. Са Кораћем су ишли један Немац, управник логора Светозар Вујковић и пет-шест полицијских агената. Кораћ се логорашима обрати псовкама. Тражио је команданта Секулића:
Изнервиран оваквим одговором, Манојло Кораћ рече: „Ти мени не требаш“, након чега полицијски агенти зграбише Секулића, почеше га тући и одводоше га некуд. Више никад није виђен.
Дана 9. марта 1942. године одвезен је на Јајинце и стрељан.
По њему се зове ОШ „Слободан Секулић” Ужице.

## Литертура
- Glišić, Venceslav (1986). Užička republika. Beograd: Nolit.  978-86-19-01302-4.